# Juillet 2009 en France
Chronologie de la France
- 2005
- 2006
- 2007
- 2008
- 2009
- 2010
- 2011
- 2012
- 2013

Janvier - Février - Mars - Avril - Mai - Juin - Juillet - Août - Septembre - Octobre - Novembre - Décembre 2009
2007 - 2008 - 2009 dans les DOM-TOM français - 2010 - 2011
2007 par pays en Europe - 2008 par pays en Europe - 2009 par pays en Europe - 2010 par pays en Europe - 2011 par pays en Europe 

## Évènements
- du 4 juillet au 19 juillet : Tour de France 2009[1]

## Chronologie

### Mercredi1erjuillet 2009
Politique
- Le président Nicolas Sarkozy admet avoir « commis des erreurs » durant les deux premières années de son mandat sur sa manière de présider : « J'ai commis des erreurs. Est-ce que tout ce qui m'est reproché l'est injustement ? Non. Il faut un temps pour entrer dans une fonction comme celle que j'occupe, pour comprendre comment cela marche, pour se hisser à la hauteur d'une charge qui est, croyez-moi, proprement inhumaine »[2].
- Le Sénat donne un cadre juridique à l'inceste, qu'il définit comme « toute atteinte sexuelle commise sur un mineur par son ascendant, son oncle ou sa tante, son frère ou sa sœur, sa nièce ou son neveu, le conjoint ou le concubin de ces derniers » ainsi que « le partenaire lié par un Pacs avec l'une de ces personnes »[3].
- Un  Collectif Liberté Égalité, regroupant d'une trentaine d'associations, de syndicats et de partis de gauche et d'extrême gauche dénonce une « surenchère démagogique » sur le thème des violences en bandes et demande « le retrait pur et simple » du texte de loi adopté mardi par les députés : « Un fait divers = une loi, ça suffit ! [...] le Code pénal permet déjà de punir très sévèrement les auteurs d'infractions en groupe [... s'indignant d'une] inflation législative particulièrement nocive en matière pénale [... avec un Code pénal] modifié 116 fois entre le 1er janvier 2002 et le 18 juillet 2008 »[4].

Économie
- La présidente du groupe nucléaire Areva, Anne Lauvergeon réfute l'idée d'un début de privatisation de son entreprise, évoquée par les syndicats, à la suite de la décision mardi d'en ouvrir le capital à hauteur de 15 %[5].
- Le Comité national des pêches (CNPMEM) « prend acte » de l'avis du Centre international pour l'exploration de la Mer (CIEM) qui préconise de ne pas rouvrir en 2009 la pêche à l'anchois, fermée depuis juillet 2005. Cependant, les professionnels soulignent « qu'après cinq années de fermeture de pêche, l'état du stock d'anchois ne s'est pas amélioré », ce qui signifierait que la raréfaction de l'anchois dans le golfe de Gascogne dépend « d'autres facteurs que l'activité pêche [...], à savoir les paramètres environnementaux (pollutions, changement climatique...) ». Trois ports de la côte Atlantique réalisent l'essentiel des captures d'anchois français : Les Sables-d'Olonne, Saint-Gilles-Croix-de-Vie (Vendée) et La Turballe (Loire-Atlantique)[6].
- Selon les données publiées par le ministère de l'Agriculture, les agriculteurs français ont subi une baisse de 20 % de leurs revenus en 2008. Cette dégringolade est due en grande partie à la hausse des charges (engrais, gazole, alimentation pour animaux..). La quasi-totalité des productions est affectée par ce recul ainsi que presque toutes les régions. En 2006 et 2007, le revenu moyen des agriculteurs avait augmenté de 15 % et 12 %[7].

Affaires diverses
- La Cour d'appel de Paris, confirme que le sénateur-maire PS de Neuilly-sur-Marne (Seine-Saint-Denis), Jacques Mahéas, s'est bien rendu coupable d'agressions sexuelles sur une ex-employée municipale[8].
- Air France porte plainte pour « abus de confiance » contre un réseau de salariés qui commercialisait, depuis au moins 17 mois, quantité de billets à prix réduit accordés par la compagnie à son personnel. Le « préjudice s'élèverait à 1,2 million d'euros ». Tout agent a droit à quatre billets d'avion payés à hauteur de 10 % de leurs prix par an, pour les personnes de son choix[9].

### Jeudi2 juillet 2009
Politique
- Le bureau de l'Assemblée nationale adopte sa nouvelle réglementation afin de « consacrer » le rôle des lobbies « dans l'information des députés » et de les obliger à « souscrire à un code de conduite » dans le but de « s'abstenir de toute démarche en vue d'obtenir des informations ou des décisions par des moyens frauduleux »[10].
- Échec de la grève lancée par FO dans la Fonction publique contre le projet de loi sur la mobilité des fonctionnaires, débattu par les députés à l'Assemblée nationale et pour obtenir le retrait de plusieurs articles dont l'article 7, qui entraîne selon le syndicat la possibilité du « licenciement de fonctionnaires ». Selon le ministère de la Fonction publique, le taux de gréviste était de 0,26 % dans l'ensemble des trois fonctions publiques[11].
- La Conférence des experts sur la CCE rassemble pendant deux jours, sous la présidence de Michel Rocard, économistes, industriels, syndicalistes, et représentants des ONG. La contribution climat-énergie vise à taxer les consommations d'énergie fossile (pétrole, gaz, charbon) afin de changer les comportements et de réduire les émissions de gaz à effet de serre. Selon la secrétaire d’État chargée de l’Écologie Chantal Jouanno, la taxe carbone, ou contribution climat-énergie (CCE) ne « portera pas atteinte au pourvoir d'achat » des ménages et sera compensée. : « On parle bien de contribution. Elle est faite pour changer la société et ne se fera pas contre les personnes. On trouvera des compensations ».

Économie
- L'éditeur américain de logiciels Oracle Corporation annonce 850 à 1 000 suppressions de postes en Europe, sur 17 000 dont 250 en France, sur 1 600, en raison d'une prévision de croissance inférieure à ce qui était attendu et afin de préserver sa marge opérationnelle.

Affaires diverses
- La Gendarmerie nationale annonce de démantèlement d'un gang spécialisé dans les vols avec violences et séquestrations, opérant en Haute-Garonne, dans les Pyrénées-Orientales et dans le Gard. Ils agissaient par petits groupes de 3 à 5 individus lourdement armés, neutralisant leurs victimes avant de les cambrioler[12].
- Début du procès de la star franco-algérienne du raï, Cheb Mami (42 ans), accusé de tentative d'avortement forcé sur son ex-compagne, après deux années de cavale en Algérie[13].
- Une bande organisée de quelque 40 personnes au visage masqué, attaque l'hypermarché d'Étampes pour dévaliser le département du matériel électronique avant de prendre la fuite se repliant vers le quartier difficile de Guinette[14].
- Un prêtre de la cathédrale d'Angoulême est impliqué dans une affaire de viol concernant 3 enfants. Les faits auraient été commis entre 1994 et 1998[15].
- Florence Aubenas, ancienne journaliste de Libération et ex-otage en Irak, est élue à la tête de l'Observatoire international des prisons - section française pour succéder à Gabriel Mouesca[16].

### Vendredi3 juillet 2009
Politique
- La France rejette les conclusions de l'Autorité européenne de la sécurité alimentaire (EFSA) qui juge la culture du maïs génétiquement modifié MON810, du semencier américain Monsanto, sans risques pour la santé et l'environnement[17].

Économie
- Les hypermarchés, situés à la périphérie des villes et devenus d'énormes « temples de la consommation » semblent aujourd'hui boudés par les consommateurs, ce qui pousse les distributeurs à réfléchir sur le concept de l'hypermarché de demain qui devra être à la fois plus intime, plus spécialisé et plus moderne. Certains experts estiment que ce concept, inventé pour la famille type des années 1960 en pleine ère de la consommation de masse, est en fin de vie car en décalage avec notre époque et les attentes des clients (familles moins nombreuses, recherche de la proximité, etc.). Il en existe environ 1 600 en France[18].

Sport
- Bouabdellah Tahri a battu le record d'Europe du 3 000 m steeple lors de la réunion de Metz, en remportant sa course en 8 min 02 s 19 l'améliorant de plus de 2 secondes.

Affaires diverses
- Le train Corail Paris-Cahors déraille vers 20 h 40 dans la commune du Vigen à une dizaine de kilomètres au sud de Limoges, après avoir percuté la remorque chargée de foin d'un tracteur qui s'était renversée sur les voies. 13 personnes seraient blessées dont 6 gravement sur les 450 transportées[19].
- Ouverture du procès des violences de novembre 2007 à Villiers-le-Bel (Val-d'Oise), de 10 « jeunes » jugés pour jets de projectiles contre les forces de l'ordre et pour avoir participé à ces émeutes, décrites comme « particulièrement violentes » et « très organisées » par la police. 5 autres personnes, accusés de tirs d'armes à feu seront jugées fin 2009. Le 25 novembre 2007, la mort de deux adolescents dans la collision de leur mini-moto avec une voiture de police avait provoqué deux jours de violences à Villiers-le-Bel. Une centaine de policiers avaient été blessés par des tirs d'armes à feu et des jets de pierres et de bouteilles, un commissaire roué de coups, des bâtiments publics et des commerces détruits. 250 personnes auraient pris part aux émeutes[20].
- Le tribunal correctionnel de Bobigny (Seine-Saint-Denis) condamne le chanteur de raï Cheb Mami, à 5 ans d'emprisonnement pour la tentative d'avortement forcé de son ex-compagne à Alger en août 2005.
- Marc Machin est impliqué dans 2 nouvelles agressions commises sur 2 adolescentes[21].
- Six détenus d'une prison de Clermont-Ferrand saisissent la Cour européenne des droits de l'homme (CEDH) sur leurs conditions de détention qu'ils jugent contraires au droit européen : Nous souhaitons que l'Europe donne injonction aux juges français de mettre fin à ces conditions de détention intolérables et que le système pénitentiaire français soit mis en conformité avec la législation européenne. Les prisons françaises abritaient au 1er avril 2009 63 351 détenus pour seulement 52 535 places disponibles, soit un taux de densité carcérale de 120,5 %, contre 102 % en moyenne dans les 47 États du Conseil de l'Europe. 73 suicides de détenus ont été dénombrés depuis début 2009, selon l'Observatoire international des prisons (OIP)[22].

### Samedi4 juillet 2009
Politique
- Le ministre de l'Écologie, Jean-Louis Borloo propose un « chèque vert » pour restituer aux ménages et aux entreprises le produit d'une future contribution climat-énergie : « L'objectif est bien d'établir un "signal-prix", de renchérir les produits les plus polluants et gourmands en énergie fossile et d'inciter à choisir les produits les moins énergivores en général ».
- Daniel Cohn-Bendit, lors de la fête « Ecology-Day » d'Europe-Écologie, appelle les écologistes du PS et du MoDem à rejoindre son rassemblement, qui a recueilli 16,28 % des voix aux européennes du 7 juin.
- Le leader centriste, François Bayrou, entend désormais se placer « au-dessus de la mêlée », « moins dans les affrontements que dans des visions à long terme ». Le leader centriste déclare : « Ce qu'il y a eu de trop conflictuel dans la campagne, à partir de son affrontement supposé avec Nicolas Sarkozy jusqu'au moment de l'altercation avec (Daniel) Cohn-Bendit, n'a pas été en cohérence avec ce que les Français souhaitent [...] Les Français souhaitent que nous ayons une vision de l'avenir, que nous la défendions, que nous soyons intraitables sur les principes. Mais je crois qu'ils nous veulent moins dans la bagarre et plus dans l'affirmation d'une ligne politique et humaine différente [...] Autrement dit, un changement non pas sur les idées et les convictions, je crois qu'ils les approuvent, mais sur la manière et le style. Et, après tout, c'est une bonne leçon, c'est une bonne exigence, c'est un bon enseignement »[23].

Affaires diverses
- La Cour d'assises de la Dordogne condamne le docteur Daniel Cosculluela (52 ans), à une peine de 12 ans de réclusion criminelle assortie d'une interdiction définitive d'exercer. Psychiatre à Bergerac, il est accusé de viols par quatre de ses anciennes patientes, pour des faits situés entre 1989 et 1996[24].
- Mort de Robert Louis-Dreyfus (63 ans), actionnaire principal de l’Olympique de Marseille depuis 1996, club dans lequel il a investi plus de 200 millions d'euros. Sous sa présidence, Marseille a disputé deux finales de la Coupe de l'UEFA[25].

Culture et sport
- L'écrivain Marek Halter reçoit, lors du festival Festi-Livre de Saxon-Sion (Meurthe-et-Moselle), le prix Femmes de paix 2009 pour le récompenser de son œuvre consacrée aux femmes, notamment sa trilogie sur les femmes de la Bible traduite en 22 langues et best-seller.

### Dimanche5 juillet 2009
Politique
- Élection municipale d'Hénin-Beaumont (28 000 h) : La liste de l'Alliance républicaine de Daniel Duquenne (divers gauche) remporte le second tour de l'élection avec 52,3 % des voix, au terme d'une semaine de campagne tendue. Début avril, l'ancien maire Gérard Dalongeville, élu en 2001 et réélu en 2008, a été mis en examen et écroué pour détournement de fonds, faux en écriture et favoritisme. Avec une participation plus importante qu'au premier tour - 62,28 % contre 60,15 % -, le FN a réussi à trouver mille électeurs de plus, mais a été distancé de 500 voix[26].

Affaires diverses
- Des reliques attribuées à sainte Sara, patronne des gitans, ont été dérobées durant la messe dans l'église des Saintes-Maries-de-la-Mer (Bouches-du-Rhône). Les voleurs ont emporté une omoplate et un morceau d'humérus de Saint Sara, simple servante de Marie-Jacobé et Marie-Salomé, dont la tradition dit qu'après avoir été chassées de Palestine, où les premiers chrétiens étaient persécutés, elles ont échoué en Camargue[27].

Culture et sport
- Cérémonie de béatification à Castres (Tarn) d'Émilie de Villeneuve, fondatrice en 1836 de la Congrégation de Notre-Dame de l'Immaculée conception de Castres en présence de Pierre-Marie Carré, archevêque d'Albi, Castres et Lavaur et de Angelo Amato, préfet de la congrégation pour la cause des saints, légat du Pape.

### Lundi6 juillet 2009
Politique
- Le président Nicolas Sarkozy charge deux anciens Premiers ministre, Alain Juppé (UMP) et Michel Rocard (PS), de présider « une commission chargée de réfléchir aux priorités » du futur emprunt national annoncé devant le Congrès du Parlement à Versailles le 22 juin dernier. « Cette commission procèdera à de larges consultations et formulera avant le 1er novembre 2009 des propositions sur le choix des priorités que le gouvernement arrêtera ensuite »[28].

- Le nouveau ministre de la Culture, Frédéric Mitterrand, fait de la construction du Musée des civilisations d'Europe et de la Méditerranée (Mucem) à Marseille l'une de ses priorités. Premier musée national délocalisé en province, le Mucem est situé dans le fort Saint-Jean, à l'entrée du Vieux-Port, et doit être opérationnel quand Marseille sera Capitale européenne de la Culture en 2013. Son coût de 175 millions d'euros doit être financé à hauteur de 60 % par l'État et 40 % par les collectivités locales[29].

- Le sénateur Jean-Paul Alduy (67 ans) dont la liste a gagné les élections municipales avec 53,54 % des suffrages exprimés, est réélu maire de Perpignan par 43 voix contre 8 à Jacqueline Amiel-Donat qui avait conduit la principale liste d'opposition (PS, PC, MRC, PRG, CDC) et une à la communiste Nicole Gaspon[30].

Économie
- Premiers versements du revenu de solidarité active pour quelque 1,3 million de foyers bénéficiaires, environ un mois après l'entrée en vigueur de l'allocation qui remplace le RMI et l'Allocation parent isolé (API), et qui s'adresse également aux « travailleurs modestes ». Les anciens Rmistes percevront un montant identique au RMI (454 euros pour un célibataire). Pour les actifs, le montant variera selon les ressources, la situation familiale et l'âge des enfants.
- Le bouclier fiscal a profité en 2008 à quelque 19 000 contribuables pour un coût de 578 millions d'euros, soit 120 millions de plus que ce qu'avait estimé le gouvernement. Cependant, moins du tiers des assujettis à l'ISF l'utilisent.
- Publication du détail des participations apportées au Fonds stratégique d'investissement pour un montant de 14 milliards d'euros auxquels s'ajoutent du numéraire pour 6 milliards d'euros. L'État va apporter notamment 13,5 % de France Télécom et 8 % de l'opérateur aéroportuaire ADP. La Caisse des dépôts et consignations va notamment apporter : 20 % d'Eiffage, 25,7 % d'Eutelsat, 20 % de Seche Environnement, 7,6 % d'Accor[31].
- Le Conseil de Paris approuve le protocole d'intention de financement du plan de mobilisation de 18,95 milliards d'euros de la région Île-de-France en faveur des transports régionaux. La région, les huit départements franciliens et le syndicat des transports d'Île-de-France (STIF) devront apporter au total 12,4 mds €, l'État apportera 3,15 mds € et les ressources nouvelles devraient atteindre 3,4 mds €[32].

Affaires diverses
- 371 cas confirmés de grippe H1N1, dont 330 en France métropolitaine, et 292 autres cas sont en cours d'investigation.
- La fédération France Nature Environnement lance une pétition contre la mise en circulation éventuelle de méga-camions qui devraient être prochainement expérimentés sur certaines routes de France et auxquels 81 % des Français sont hostiles, selon un sondage. Un méga-camion est un véhicule mesurant en général 25,25 m de long et qui peut peser jusqu’à 60 tonnes. Les camions actuels font au maximum 18,75 m et 40 tonnes[33].
- ERDF, filiale de distribution d'EDF, annonce faire don de 762 groupes électrogènes aux communes et aux pompiers des Landes pour remercier les maires et les secours de leur mobilisation après la tempête Klaus du 24 janvier 2009. Deux groupes électrogènes de petite puissance seront remis à chacune des 331 communes du département et 100 groupes électrogènes de petite puissance seront remis au Service départemental d'incendie et de secours des Landes, qui, après la tempête, s'était chargé, entre autres interventions, de mettre des groupes électrogènes à la disposition des Landais fragilisés par le manque d'électricité[34].
- Les Douanes de Bourgogne annoncent avoir saisi près de 12 tonnes de cigarettes de contrebande en une semaine, contre 57,9 tonnes pour toute l'année 2008 et dans toute la France.
- La police judiciaire annonce le démantèlement, à Grenoble, d'un réseau de trafic de cocaïne et résine de cannabis. Quatre personnes, dont un Espagnol, ont été arrêtées. Plusieurs dizaines de kilos de cocaïne, auraient été importés d'Espagne pour alimenter ce trafic, qui durait depuis plusieurs mois[35].

### Mardi7 juillet 2009
Politique
- L'Assemblée nationale a adopté le projet de loi « consacrant le rattachement organique et opérationnel de la gendarmerie nationale au ministère de l'Intérieur ». La gendarmerie nationale compte 105 000 militaires.
- Le ministre de l'Intérieur Brice Hortefeux annonce que la lutte contre les « bandes » et le développement de la vidéosurveillance figuraient parmi ses priorités pour combattre la délinquance.
- Le MRAP demande l'interdiction de la Ligue de défense juive[36].
- Le secrétaire d’État aux Transports Dominique Bussereau demande « à l'Observatoire Énergie Environnement Transports d’examiner et d’apprécier les enjeux » d'une éventuelle circulation des méga-camions de 25,25 mètres de long.

Économie
- Le déficit commercial de la France s'est réduit en mai à 2,718 milliards d'euros, contre 3,841 milliards en avril, en données corrigées des variations saisonnières. Sur les douze derniers mois, le déficit cumulé du commerce extérieur français atteint 54,244 milliards d'euros.
- Les ventes mondiales de PSA Peugeot Citroën sont en baisse de 14 % au premier semestre 2009, à 1,587 million d'unités.

Affaires diverses
- Selon le témoignage d'un ancien attaché de Défense français à Alger, les sept moines de Tibéhirine n'auraient pas été tués par le GIA mais lors d'une « bavure » de l'armée algérienne, ce que Paris a ensuite tu. Le ministre français des Affaires étrangères de l'époque, Hervé de Charette, affirme ne pas avoir été informé à l'époque d'une possible « bavure » de l'armée algérienne, qualifiant le témoignage du général François Buchwalter de « énième version des événements tragiques qui ont conduit à la mort de ces moines malheureux »[37].
- Selon l'INSEE, en cinq ans, 5,8 millions de personnes âgées de plus de cinq ans ont changé de département de résidence. L'Ouest attire de plus en plus de nouveaux habitants, alors que le Sud perd un peu de son attractivité, et que le Nord et le Bassin parisien connaissent plus de départs que d'arrivées. Les villes des départements ruraux sont de plus en plus attractives. Ce sont les jeunes et les cadres qui bougent le plus.
- Selon la Fédération nationale des cinémas français, la Fête du Cinéma nouvelle formule (semaine du 27 juin au 3 juillet), a attiré 4,6 millions de spectateurs, une fréquentation jugée satisfaisante, « malgré des journées estivales marquées par de très fortes chaleurs et les soldes ». L'an dernier, les 5 000 salles participantes avaient engrangé 2,5 millions d'entrées en trois jours.
- Le projet de l'architecte Jean Nouvel a été retenu pour coordonner l'aménagement de l'Ile Seguin (11,5 hectares), à l'emplacement des anciennes usines Renault de Boulogne-Billancourt (Hauts-de-Seine). Le projet, associant investisseurs privés et publics, comporte un pôle musical porté par le Conseil Général des Hauts-de-Seine et un pôle d'art contemporain porté par le ministère de la Culture. Des galeries d'art, financées par des investisseurs privés, ainsi qu'un hôtel, une résidence pour artistes, une guinguette, un pôle de cinéma et un « jardin extraordinaire » d'environ quatre hectares, devraient également y être construits[38].

### Mercredi8 juillet 2009
Politique
- Selon Europe 1, le NPA d'Olivier Besancenot connaîtrait une baisse importante de ses adhésions de 9 000 à 6 000, ce qui serait lié aux critiques sur le refus de la direction de l'unité à gauche que certains militants ont dénoncé. Aux élections européennes, le NPA (4,9 % des voix, aucun eurodéputé) est arrivé derrière le Front de gauche PCF-Parti de gauche (6 %, 4 eurodéputés) qu'il avait refusé de rejoindre[39].

Économie
- L'emprunt obligataire lancé par EDF auprès des particuliers lui a permis de récolter au moins 3,2 milliards d'euros, trois fois plus que ce que le groupe envisageait en lançant cette opération. Lourdement endetté, EDF était à la recherche d'argent pour investir dans des « programmes d'investissements importants » prévus pour les 10 à 15 prochaines années.
- L'équipementier en télécommunication Alcatel-Lucent annonce aux syndicats un nouveau plan social d'un millier de suppressions d'emplois en France d'ici 2010.
- La SNCF investit dans la société Lumeneo, qui développe actuellement un véhicule électrique, la Smera qui s'apparente à un grand scooter couvert à quatre roues, devrait sortir en France fin 2009[40].

Affaires diverses
- Nuit d'échauffourées à Firminy (Loire). 9 « jeunes hommes » ont été placés en garde à vue. 32 véhicules ont été incendiés, des magasins et des locaux ont été endommagés.
- Grippe A(H1N1) 403 cas recensés en France dont 354 en métropole.
- La police espagnole annonce le démantèlement d'un réseau de trafiquants de drogue. 92 kg d'héroïne ont été saisies, à Madrid (15,6 kg) et à Argelès-sur-Mer (France, 76,5 kg) lors d'une opération conjointe avec la police française. Quatre personnes ont été arrêtées, dont le responsable du réseau, « d'origine kurdo-iranienne, avec un passeport suédois », propriétaire de deux restaurants à Barcelone. L'enquête a duré huit mois et a mobilisé 40 agents espagnols et français. La drogue venait de Turquie et était ensuite distribuée en Espagne.
- La police de Marseille démantèle un gang de 6 jeunes de 17 à 18 ans qui a commis en trois mois 14 braquages dans les quartiers nord.

### Jeudi9 juillet 2009
Politique
- Selon la ministre de l'Enseignement supérieur Valérie Pécresse, 33 nouvelles universités vont passer à l'autonomie à partir du 1er janvier 2010, s'ajoutant aux 18 premières ayant déjà choisi ce statut. La loi « libertés et responsabilités des universités » (LRU) prévoit le passage de toutes les universités françaises à l'autonomie, d'ici 2012.

Économie
- Quelque 7,7 tonnes de cigarettes de contrebande ont été saisies par les douanes de Dunkerque à l'intérieur d'un camion effectuant le trajet entre les Pays-Bas et le Royaume-Uni. La valeur de la marchandise est estimée à plus de 1,9 million d'euros.
- Le marché français des matériels de bâtiment et travaux publics s'est effondré de 68 % au premier semestre 2009, selon le Syndicat des entreprises internationales de matériels de travaux publics, mines et carrières, bâtiment et levage (Seimat). Pour l'ensemble de l'année 2009, le marché devrait baisser de 50 %, après une baisse de 14 % en 2008.

Affaires diverses
- Le montant de la fraude à la carte de paiement enregistré dans le système français a légèrement augmenté en 2008, passant de 0,062 % du montant des transactions à 0,069 %. En valeur, la fraude porte sur 320 millions d'euros, pour un total de transactions par carte de paiement de 464 milliards d'euros. L'augmentation vient essentiellement de cartes utilisées à l'étranger[41].
- L'Ifremer est chargé d'un nouveau rapport sur les causes de la surmortalité qui affecte cette année encore les jeunes huîtres sur le littoral atlantique. Durant l'été 2008, suivant les bassins, ce sont entre 40 % et 100 % des jeunes huîtres qui ont été décimés, sans que la cause soit clairement identifiée. Cette année, les jeunes huîtres semblent de nouveau être affectées par cette surmortalité[42].
- Les douaniers ont saisi cinquante kilos d'héroïne dans une valise lors d'un contrôle de voiture à Pont-à-Mousson. La drogue était destinée au marché nancéien.

### Vendredi10 juillet 2009
Économie
- Le spécialiste de la messagerie DHL (5.200 salariés, groupe Deutsche Post) confirme la suppression de 285 postes et le transfert de 150 salariés.
- La SNCF annonce sa décision de lancer un appel d'offres pour 35 TGV destinés au trafic international, pour plus d'un milliard d'euros et souhaite prendre le contrôle d'Eurostar. Elle a cependant renoncé à passer une commande géante de plusieurs centaines de TGV, comme elle l'avait un temps envisagé. Ces rames de nouvelle génération, qui pourraient être en service à l'horizon 2015-2016, seront polyvalentes et conçues pour circuler sur les réseaux des pays voisins de la France, comme l'Allemagne.

Affaires diverses
- Youssouf Fofana, chef du « gang des barbares », qui a reconnu l'assassinat d'Ilan Halimi en 2006, a été condamné à la réclusion criminelle à perpétuité, assortie d'une peine de sûreté incompressible de 22 ans. Quatorze de ses complices seront rejugés devant une cour d'assises sur appel du procureur général[43].

### Samedi11 juillet 2009
Affaires diverses
- Le skipper français Marc Thiercelin (49 ans) a battu  le record de la Méditerranée en monocoque (DCNS 1000) et en solitaire entre Marseille et Carthage (environ 450 milles nautiques, 830 km) en 33 heures 13 minutes et 20 secondes avec de superbes conditions de navigation. Le 4 juin, Kito de Pavant avait parcouru la distance en une journée, 45 heures, 57 minutes et 15 secondes de navigation.

### Lundi13 juillet 2009
Affaires diverses
- Le ministre de l'Intérieur Brice Hortefeux a présenté en Conseil des ministres un décret portant dissolution du « groupuscule de combat et de milices privées » noir ultra-radical et antisémite « Jeunesse Kémi Séba », avatar de « Tribu K » dissout le 26 juillet 2006. Le ministre affirme que « depuis trois ans, Stellio Chichi et ses sympathisants, en dépit de plusieurs condamnations judiciaires, ont continué à propager une idéologie raciste et antisémite ».

### Mardi14 juillet 2009
Affaires diverses
- Défilé du 14 juillet sur les Champs-Élysées, 90 000 spectateurs présents. Invité d'honneur l'Inde. Dans la soirée, 700 000 personnes ont assisté au Champ-de-Mars au concert gratuit de Johnny Hallyday, suivi d'un feu d'artifice géant pour les 120 ans de la Tour Eiffel.
- Polémique sur la déprogrammation du rappeur Orelsan lors festival des Francofolies de La  Rochelle, à cause de sa chanson Sale Pute, dont le texte violemment anti-femmes est au cœur du débat[44]. 317 voitures brûlées, soit 6,73 % de plus par rapport à 2008. Affrontements à Montreuil.

### Mercredi15 juillet 2009
Politique
- Les députés ont adopté par 282 voix contre 238 la proposition de loi sur le travail du dimanche lors d'un vote solennel au terme d'une semaine de débats passionnés à l'Assemblée, mais une partie des 340 députés de la majorité n'a pas voté le texte[45].

Économie
- La Commission bancaire a infligé une amende de 20 millions d'euros à la Caisse d'épargne pour avoir enfreint la réglementation sur le contrôle interne qui lui a valu de perdre 700 millions d'euros sur les marchés en octobre 2008.

Affaires diverses
- 481 cas confirmés de grippe H1N1 (et 147 probables), dont 414 en France métropolitaine. Selon la ministre de la Santé Roselyne Bachelot, 94 millions de doses de vaccins contre la nouvelle grippe A/H1N1 ont été commandés à trois laboratoires.
- Yvelines : Des salariés grévistes menacent de faire sauter l'entreprise Nortel à Châteaufort (Yvelines), en liquidation judiciaire, après avoir installé une dizaine de bouteilles de gaz. Les salariés indiquent qu'ils demandaient 30 000 euros par personne licenciée. Le plan social prévoit dans un premier temps la suppression de 467 des 683 postes (dont 18 non-cadres).
- Charente-Maritime : Le 25e festival des Francofolies de La Rochelle a attiré 80 000 spectateurs payants (- 1 000) du 10 au 14 juillet.
- Moselle : L'explosion d'un vapocraqueur sur le site de l'usine pétrochimique Total Petrochemicals de Carling/Saint-Avold fait deux morts et six blessés.

### Jeudi16 juillet 2009
Politique
- Le statut particulier des communautés d'Emmaüs, qui pratiquent l'accueil inconditionnel et dont les compagnons vivent de leur travail sans être salariés, a été reconnu par un décret du Haut commissariat aux Solidarités[46].
- Les contrats de transition professionnelle, dispositif de reclassement des licenciés économiques déjà mis en œuvre dans 21 bassins d'emplois, ont été étendus à 40 bassins d'emplois par les députés, lors de l'examen du texte sur la formation professionnelle. Il assure actuellement à 5 000 personnes ayant perdu leur emploi un revenu de remplacement de 80 % du salaire brut pendant 12 mois maximum et des mesures d'accompagnement renforcé (formation, aide à la recherche d'emploi, etc.).
- L'Unef dénonce les « pratiques illégales » de 29 universités (-3) en matière de frais d'inscription par le biais notamment de « frais complémentaires » ou de « frais de dossiers ». Les droits d’inscription fixés chaque année par arrêté ministériel s'élèvent pour la rentrée 2009 à 171 euros pour une inscription en licence, 231 euros pour un master et 350 euros pour un doctorat.
- Publication du décret reconnaissant un statut particulier pour les communautés d'Emmaüs, qui pratiquent l'accueil inconditionnel et dont les compagnons vivent de leur travail sans être salariés. L’abbé Pierre, décédé en janvier 2007, « avait demandé en vain aux gouvernements successifs, une disposition législative qui protège le modèle communautaire et les 4 000 compagnons accueillis chaque année » et « souhaitait que les compagnons puissent travailler dans un cadre solidaire, sans avoir le lien de subordination du salariat et dans des conditions permettant de garantir les valeurs d’accueil inconditionnel qui guident le mouvement Emmaüs depuis sa création »[46].

Économie
- La ministre de l’Économie Christine Lagarde annonce une baisse du taux du livret A à 1,25 % à partir du 1er août.
- Le trafic passagers d'Aéroports de Paris (Roissy-Charles de Gaulle, Orly et le Bourget), a baissé de 6,4 % sur les six premiers mois de 2009. Le taux de remplissage des avions s'élève à 75,8 % en juin 2009 contre 76,5 % en juin 2008.
- Le Fonds monétaire international a annoncé que son conseil d'administration avait ratifié un accord prévoyant un prêt de 15 milliards de dollars mis à disposition par la France pour accroître les ressources de l'institution internationale. Ce prêt entre dans le cadre de l'engagement global de 100 milliards de dollars (75 milliards d'euros) pris par l'Union européenne.

Affaires diverses
- Mort de Maurice Grimaud (95 ans) qui fut préfet de police de Paris de 1967 à 1971 et ministre d’État chargé du Plan et de la Décentralisation (1984-86)[47].
- Sortie du premier Google Phone en France, le Samsung Galaxy Android chez Bouygues télécoms.

### Vendredi17 juillet 2009
Politique
- Le ministère de l'intérieur a demandé aux préfectures de ne pas communiquer aux médias les bilans des nuits des 13 et 14 juillet, notamment le nombre de véhicules incendiés dans les quartiers, interdisant toute vérification des chiffres officiels.
- Le député Thierry Mariani, vice-président de la commission des Affaires européennes à l'Assemblée nationale, est nommé représentant spécial pour l'Afghanistan et le Pakistan en remplacement de Pierre Lellouche nouveau secrétaire d’État chargé des Affaires européennes.

Économie
- Lancement du programme « Nano2012 » de 2,3 milliards d'euros par le groupe électronique STMicroelectronics concernant ses activités stratégiques de recherche et de développement sur son site de Crolles (Isère).
- Le banquier d'affaires Matthieu Pigasse rachète une part majoritaire des Inrockuptibles, avec l'ambition de faire évoluer l'hebdomadaire culturel en un « news magazine générationnel rebelle à l'ordre établi ». Le comité d'entreprise a émis un avis favorable sur le projet. Les Inrockuptibles étaient diffusés à 35 955 exemplaires en moyenne en 2008 (-1,81 %). La société, rentable depuis cinq ans, a réalisé un chiffre d'affaires de 13,2 millions d'euros en 2008.

Affaires diverses
- Des coups de feu ont été tirés contre les coureurs du Tour de France lors de la traversée du col du Bannstein (Haut-Rhin). Deux coureurs, l'Espagnol Óscar Freire (Rabobank) et le Néo-Zélandais Julian Dean (Garmin), ont été légèrement blessés par des petits plombs.
- Procès des auteurs des violences de Villiers-le-Bel de novembre 2007 : 10 « jeunes » ont été condamnés à des peines allant de un à trois ans de prison ferme par le tribunal correctionnel de Pontoise (Val-d'Oise). Plusieurs dizaines de policiers avaient été blessés lors de ces violences, parfois par tirs d'armes à feu, et des bâtiments publics avaient été incendiés[48]
- Trois alpinistes lituaniens se sont tués après une chute dans le massif du Mont-Blanc (Haute-Savoie) alors qu'ils empruntaient le couloir du Goûter.
- Décès à Grenoble de Pierre Fugain (89 ans), une figure de la Résistance française. Il était le père du chanteur Michel Fugain.

### Samedi18 juillet 2009
Politique
- Le philosophe Bernard-Henri Lévy a qualifié la première secrétaire du Parti socialiste Martine Aubry de « gardien » d'une « maison morte », jugeant qu'il fallait « dissoudre » le PS et « en finir le plus vite possible » avec « ce grand corps malade » : « À quoi bon se voiler la face ? On est à la fin d'un cycle. Le PS est dans la situation du PCF de la fin des années 1970, quand la désintégration s'amorçait et qu'on tentait de la conjurer par des formules incantatoires sur la refondation, la rénovation »[49].

Affaires diverses
- Mort de l'acteur Yasmine Belmadi à 33 ans d'un accident de scooter à Paris.
- Julien Absalon, double champion olympique en titre de cross-country, a remporté à Oz-en-Oisans (Isère) son septième titre de champion de France consécutif dans cette discipline au terme d'une course qu'il a largement dominée. Il a relégué à plus de quatre minutes son grand rival Jean-Christophe Péraud, médaillé d'argent aux JO de Pékin. Chez les dames, Cécile Ravanel a remporté le titre pour la seconde fois consécutive devant Sabrina Enaux et Caroline Mani.

### Dimanche19 juillet 2009
Politique
- Le réseau Sortir du nucléaire réclame la dissolution de la Commission de régulation de l'énergie (CRE) après sa décision d'imposer une taxe sur les boîtiers qui permettent aux usagers de réaliser des économies d'énergie, au bénéfice d'EDF. La loi impose, selon la CRE, que Voltalis rémunère les fournisseurs « pour l'énergie injectée mais non consommée par ses clients »[50].

Affaires diverses
- 5 personnes, dont 2 femmes enceintes, sont tuées lors du déferlement de 5 grosses vagues sur une plage de Trouville-sur-Mer.
- Un policier blessé à Trappes (Yvelines) par des jets de pierre lors d'une intervention pour un accident dans une « cité sensible ».
- Le 18e festival breton des Vieilles Charrues a totalisé quelque 230 000 spectateurs (+7 %).

### Lundi20 juillet 2009
Politique
- La ministre de l'enseignement supérieure Valérie Pécresse annonce un plan de « 16 millions d'euros pour le développement du numérique à l'université » afin de mettre en place du « Wi-Fi, réseau sans fil, dans toutes les universités, des podcasts, avec des ressources pédagogiques en ligne et des cours filmés, un espace numérique de travail, avec toutes les données du cursus de l'étudiant, et un dialogue possible avec son enseignant [...] Le nombre de cours filmés doit passer de 2 % à 10 % ».

Économie
- La SNCF annonce la reconfiguration de sa branche fret, en réduisant notamment son activité de "wagon isolé" (activité sur mesure pour des quantités limitées) afin d'en limiter les pertes, et se lancer dans le fret à grand vitesse. L'activité fret serait en perte de 600 millions d'euros en 2009 dont plus de 350 dans la messagerie ferroviaire. Cette reconfiguration s'accompagnera d'une hausse de la tarification « afin de la rapprocher du coût de revient ». Les économies réalisées devraient servir à lancer six projets, dont le TGV fret[51].

Affaires diverses
- Mise en application du nouveau label garantissant la qualité des eaux de baignade, fondé sur un cahier des charges exigeant, dont des prélèvements tout au long de la saison estivale et l'obligation d'informer le public. Le logo bleu et blanc représente une loupe et un baigneur sur les flots azur et marine.

### Mercredi22 juillet 2009
Économie
- Selon l'organisme UFC-Que Choisir, le projet de Contribution climat énergie présente des « carences rédhibitoires », est un « hold-up fiscal sur le mode de la vignette automobile des années 1960-1970 » et constitue « le pire des scénarios pour le pouvoir d'achat des consommateurs ». « L’État va prélever plusieurs milliards d'euros sur les consommateurs, leur restituera une partie et gardera une part substantielle pour son budget général ou pour baisser les taxes sur les entreprises [...] la seule voie de passage acceptable est le dispositif du chèque vert, où l'ensemble des recettes fiscales est restitué aux consommateurs, sous forme d'une allocation qui maintient une incitation individuelle tout en tenant compte des disparités des ménages »[52].
- Selon les Verts (écologistes), le projet de Contribution climat énergie représente « un petit pas » mais « manque d'ambition [...] compte tenu de l'urgence climatique et sociale ». « Nous regrettons l'exclusion de l'électricité, issue en grande partie du nucléaire ou des centrales à charbon », « l'exclusion des industries les plus polluantes, celles qui émettent le plus de CO2 parce qu'elles sont liées au marché des quotas  » et « déplorent que sur les 8 milliards que cette taxe pourrait rapporter à l'État, plus de 50 % seraient payés par les ménages [...] Il faudrait proposer aussi et surtout des mesures de soutien aux investissements qui contribuent à faire baisser les émissions de gaz à effet de serre, comme dans les secteurs du logement et du transport pour ne pas pénaliser les plus défavorisés »[53].
- La secrétaire d'État à la Famille Nadine Morano estime qu'il fallait « relativiser » la mesure controversée de report à 70 ans de l'âge de la retraite d'office, indiquant que seulement 30 000 personnes de plus de 65 ans sont en activité dans le privé.
- 182 000 personnes salariés, chômeurs, retraités ou étudiants ont créé au premier semestre une activité sous le régime de l'auto-entrepreneur, créé le 1er janvier alors que le gouvernement tablait initialement sur 200 000 auto-entrepreneurs pour l'ensemble de l'année. Principal avantage : des impôts et cotisations sociales payés avec un taux forfaitaire unique et seulement sur la base du chiffre d'affaires effectivement réalisé.
- La France et l'Italie ont signé à Rome un accord de coopération dans le domaine de la recherche nucléaire et des énergies renouvelables, entre les présidents du Commissariat à l'énergie atomique (CEA), Bernard Bigot, et de l'entité italienne pour les nouvelles technologies, l'énergie et l'environnement (ENEA), Luigi Paganetto. Cet accord-cadre de coopération en matière de nucléaire civil couvre toute la filière, de la recherche au traitement des déchets en passant par la construction des centrales. Selon le ministre du Développement économique Claudio Scajola : « L'Italie est rentrée à nouveau dans le nucléaire. Les Italiens ont compris que sans énergie, il n'y a pas de développement et que sans énergie nucléaire, il n'y a pas de compétitivité économique »[54].

Affaires diverses
- Mort de l'acteur André Falcon (84 ans), doyen des sociétaires honoraires de la Comédie-Française.

### Jeudi23 juillet 2009
Politique
- Le Parlement adopte définitivement la loi rattachant la gendarmerie au ministère de l'intérieur qui aura désormais le contrôle de l'organisation et du budget de la gendarmerie, qui dépendait auparavant de la défense. Le ministre de l'intérieur, Brice Hortefeux, a réaffirmé que les deux forces de sécurité seraient réunies sous une même tutelle tout en conservant leur identité, et qu'il ne s'agissait donc pas d'une fusion. L'objet de cette réforme est également de mutualiser les moyens et de réduire les effectifs[55].
- Le Parlement adopte définitivement la loi sur la mobilité des fonctionnaires, contestée par les principaux syndicats qui craignent une remise en cause de la stabilité de l'emploi et une réduction des effectifs[56].
- Le Parlement adopte définitivement la loi programme « Grenelle I ». Selon le ministre de l’Écologie et de l’Énergie, Jean-Louis Borloo, cette loi « permet à la France de démontrer que la mutation écologique concertée est possible ».

Économie
- Le groupe de matériaux de construction et de distribution Saint-Gobain, confronté à la crise annonce la fermeture de plusieurs sites de production et d'agences de distribution.
- La prestigieuse agence de photojournalisme Gamma, fondée en 1966 à Paris, annonce son dépôt de bilan pour le 30 juillet. Eyedea Presse, détenue par le fonds d'investissements français Green Recovery, regroupe notamment les agences photographiques Gamma et Rapho et emploie 55 salariés, dont 14 photographes. L'entité est très endettée, cumulant chaque mois des pertes de plusieurs centaines de milliers d'euros.

Affaires diverses
- La cour d'appel de Paris a accordé une mesure de semi-liberté à l'ancien membre d'Action directe (AD), Régis Schleicher (52 ans), condamné en 1987 à la réclusion criminelle à perpétuité pour sa participation au meurtre de deux policiers avenue Trudaine à Paris le 31 mai 1983, puis en 1988 pour des braquages avec tentatives de meurtre sur des policiers[57].
- Vitry-sur-Seine : 17 personnes ont été interpellées lors d'une opération policière dans un foyer de travailleurs migrants pour séjour irrégulier, travail et commerce dissimulé et manquements aux règles d'hygiène[58].
- Corse : 4 800 hectares brûlés dans 3 incendies, 5 pompiers blessés.
- Le Front national annonce la vente aux enchères par la chambre des notaires le 29 septembre de son siège historique à Saint-Cloud selon la technique du « prix de réserve ». Fin 2008, le bâtiment avait été estimé autour de 15 à 16 millions d'euros.
- Une militante de l'ETA, Ekai Alkorta Zabaleta (38 ans), condamnée en 2008 à 5 ans de prison pour « association de malfaiteurs en relation avec une entreprise terroriste » et interdite de séjour sur le sol français, a été interpellée à Bayonne (Pyrénées-Atlantiques).

### Vendredi24 juillet 2009
Politique
- La ministre de l'Enseignement supérieur et de la Recherche, Valérie Pécresse, annonce un montant global de 226 millions d'euros afin de rénover les universités Paris IV et Paris VII dans le cadre d'un contrat de partenariat signé avec un groupement mené par Bouygues Construction et Vinci-GTM[59].
- Les attributions du ministre de l’Écologie, Jean-Louis Borloo, sont officiellement élargies à la Mer, à la protection de la biodiversité marine et des équilibres écologiques, au développement et à la promotion des Technologies vertes et aux négociations européennes et internationales sur le Climat[60].

Affaires diverses
- L'incendie de garrigue parti du camp militaire de Carpiagne a détruit 1.070 hectares près de Marseille[61].
- Mort à Paris du photographe franco-espagnol Francisco Hidalgo (80 ans), célèbre pour ses photographies de villes comme Paris, New-York, Londres ou Venise[62].
- Football : L'équipe de Bordeaux, champion de France (L1), remporte le Trophée des champions en battant 2-0 l'équipe de Guingamp (L2), vainqueur de la Coupe de France.
- L'Office central de répression du trafic illicite de stupéfiants (OCRTIS) a saisi deux tonnes de résine de cannabis dans un véhicule sur l'autoroute A6 en Côte-d'Or en provenance du Maroc, ce qui est la plus importante saisie faite en 2009. Il s'agit d'un réseau établi dans le Val-d'Oise.

### Samedi25 juillet 2009
Politique
- Le président de la République Nicolas Sarkozy a été pris d'un malaise alors qu'il effectuait un jogging dans le parc du château de Versailles[63].

Affaires diverses
- En trois jours plus de 6 000 hectares de maquis et forêts ont brûlé dans trois incendies en Corse-du-Sud, dans la vallée de l'Ortolo, dans la vallée de la Gravona et dans la région d'Aullène.
- Le 96e Tour de France est gagné par l'Espagnol Alberto Contador (équipe Astana) devant 305 000 spectateurs présents sur les Champs-Élysées.

### Lundi27 juillet 2009
Affaires diverses
- Selon France Télévisions, le Tour de France 2009 a réuni en moyenne près de 3,8 millions de téléspectateurs pour une part d'audience de 38,6 %, réalisant ainsi le meilleur niveau en audience depuis l'édition 2005. Le site web dédié a enregistré des audiences record avec plus de 4 millions de visites et plus de 17 millions de pages vues.
- Mort à Paris du coiffeur Jacques de Closets (73 ans), qui s'était distingué avec des coupes avant-gardistes et fut surnommé le « coiffeur des rockers et des yéyés »[64].

### Mardi28 juillet 2009
Politique
- L'Automobile Club réagit vivement au rapport de Michel Rocard sur la contribution climat-énergie remis aux ministres de l’Écologie et de l’Économie, qualifiant la taxe carbone de « taxe de trop pour les automobilistes »[65].
- Le ministre de la Justice Michèle Alliot-Marie demande aux procureurs de « poursuivre plus systématiquement le blanchiment » d'argent en s'en prenant non seulement aux auteurs des délits mais aussi à leurs proches.

Économie
- Le nombre de permis de construire de logements neufs en France a reculé de 32,3 % entre avril et juin 2009, comparé à la même période un an plus tôt. Sur le premier semestre 2009, le nombre de permis de construire s'est élevé à 168 930, soit une baisse de 28,5 % par rapport à la même période de 2008.
- L'Autorité des marchés financiers (AMF) met en cause 7 dirigeants d'Airbus et d'EADS pour des délits d'initiés dans le cadre du programme A380. Ces dirigeants, qui disposaient d'informations sur les retards du programme A380, ont exercé leurs options de vente avant leur publication[66].

Affaires diverses
- Un garçon de 14 ans, poussé par « l'ennui et le désœuvrement », a reconnu avoir incendié 22 voitures de nuit depuis le début des vacances, dans un quartier de la banlieue ouest de Strasbourg.
- Selon la Sécurité civile, le nombre des interventions réalisées par les  sapeurs-pompiers, 12 000 militaires, 39 200 professionnels et 197 800 volontaires, a continué à augmenter (+2 %) en 2008 par rapport à 2009, dépassant le seuil des 4 millions. Au total, les 249 400 sapeurs-pompiers (-600) ont effectué 4 027 900 interventions l'année dernière, dont 312 119 sur des incendies (16 %), 305 668 sur des accidents de circulation (11 %) et 2 714 852 secours à victime ou aides à personne (près de 60 %). Par ailleurs, une dizaine de décès ont été enregistrés, et 899 agressions ont été recensées en intervention, occasionnant 700 jours d'arrêt de travail.

### Mercredi29 juillet 2009
Politique
- L'UMP annonce le lancement cet automne de son propre réseau social, « Les créateurs de possibles », pour mobiliser sur la Toile ses adhérents et sympathisants en vue des prochaines échéances électorales (régionales 2010 et présidentielle 2012). Le site officiel du parti présidentiel sera aussi « entièrement rénové ».

Économie
- Le ministre de l'Industrie Christian Estrosi a qualifié d'« erreur » le rachat de l'américain Lucent Technologies par le groupe Alcatel fin 2006. Depuis la fusion le groupe a procédé à plusieurs plans de restructuration, avec au total 17 500 suppressions d'emplois d'ici à fin 2009, dont plus de 2 000 en France, et a accumulé les difficultés.
- Le groupe pharmaceutique Sanofi-Aventis, en pleine restructuration, annonce qu'il entendait économiser deux milliards d'euros d'ici 2013, ce qui devrait lui permettre de se préparer à la perte programmée de brevets protégeant ses médicaments-phares au profit de fabricants de génériques. Le laboratoire emploie environ 100 000 personnes dans le monde.
- Le groupe automobile PSA, touché par un recul de son chiffre d'affaires, annonce une perte nette de 962 millions d'euros au premier semestre.

Affaires diverses
- Le 63e Festival d'Avignon qui s'est déroulé du 7 au 29 juillet a fait 125 000 entrées soit 94 % de sa capacité totale d'accueil. Le Off se poursuivra jusqu’au 31 juillet. 42 spectacles, dont trois quarts de créations, auront été présentés cette année, pour 275 représentations, pendant 23 jours dans 21 lieux, balayant des formes esthétiques très diverses: fictions documentaires, arts de la scène, cinéma, tragédie grecque[67].
- Le syndicat des pilotes de lignes (SNPL), majoritaire chez Air France, demande le remplacement des sondes Pitot de marque Thales par des sondes Goodrich « qui n'ont jamais fait l'objet de la moindre récrimination » sur l'ensemble de la flotte de la compagnie, après un nouvel incident sur un Airbus A320 en juillet. Cet avion était équipé d'un nouveau modèle de sonde Thales, différent de la sonde Thales qui équipait l'A330 d'Air France accidenté entre Rio et Paris[68].
- Selon l'Institut de veille sanitaire, la France totalise 1 022 cas confirmés ou probables, dont 4 cas graves, de grippe A(H1N1). 31 personnes ont dû être hospitalisées. D'autres cas de grippe sont dus à des virus saisonniers autres.

### Jeudi30 juillet 2009
Politique
- Marine Le Pen estime que la taxe carbone proposée par Michel Rocard va « alourdir la baisse du pouvoir d'achat des ménages ».

Économie
- Selon son PDG Pierre Gadonneix, le mouvement de grève qui a affecté les centrales nucléaires d'EDF au printemps a coûté 270 millions d'euros au producteur d'électricité. Ce coût « est essentiellement lié à une perte de production nucléaire » estimée à 7,6 térawattheures (TWh, milliards de kWh).
- Le groupe automobile Renault, touché par un recul de son chiffre d'affaires de près de 24 % lié à la crise de l'automobile, annonce une perte nette de 2,712 milliards d'euros au premier semestre, mais maintient son objectif d'une part de marché en hausse sur l'année. Selon son PDG Carlos Ghosn : « Nous préparons déjà le Renault de l'après-crise avec la commercialisation en masse de véhicules zéro émission dès 2011, l'élargissement de la gamme "entry", un renforcement de notre présence dans les pays émergents, l'accélération des synergies avec Nissan ».
- Les ministères de la Recherche et du Développement durable annoncent la création d'une « Alliance dans le domaine de l'énergie » coordonnant les efforts dans ce secteur du CNRS, de l'Institut français du pétrole et du Commissariat à l'énergie atomique, « allant de la recherche fondamentale à la mise au point de démonstrateurs à des fins d'applications industrielles ». Outre les trois membres fondateurs (CNRS, CEA, IFP) elle intégrera comme membres associés les universités et grands organismes (Andra, BRGM, Ifremer, Inra etc.).
- La prestigieuse agence de photojournalisme Gamma, fondée en 1966 à Paris et déclarée en cessation de paiement, est placée pour 6 mois en redressement judiciaire.

Affaires diverses
- La Cour de cassation reconnaît désormais le statut de preuve aux SMS dans le cadre d'une procédure de divorce.
- La grippe A(H1N1) fait son premier mort en France, une jeune fille de 14 ans décédée au CHU de Brest d'une complication d'infection pulmonaire.

### Vendredi31 juillet 2009
Économie
- Le Fonds monétaire international estime que la dette publique de la France devrait atteindre en moyenne 95,5 % de son produit intérieur brut en 2014, contre environ 73 % actuellement et 63,8 % avant la crise. En France, la dette publique (État, sécurité sociale et collectivités locales) a augmenté de 86,5 milliards d'euros au premier trimestre 2009 par rapport au trimestre précédent pour atteindre 1 413,6 milliards, soit « approximativement » 72,9 % du PIB. Selon le ministère du Budget, la dette publique est attendue à 77 % du PIB à la fin 2009, 83 % en 2010, 86 % en 2011 et 88 % en 2012, en lien avec l'envolée du déficit public et la crise économique.
- Pôle emploi : publication de la liste des 31 premiers prestataires privés retenus pour accompagner 320 000 chômeurs dans leur recherche d'emploi en deux ans, qui vont des agences d'interim comme Manpower à des spécialistes du reclassement, comme Sodie (groupe Alpha). Pôle emploi va consacrer un budget de 425 millions d'euros sur les deux ans (jusqu'à juillet 2011) pour rémunérer ces structures, à qui sont confiées deux types de tâches différentes: le placement des publics éloignés de l'emploi et l'accompagnement des licenciés économiques.
- Selon le ministre de l'Agriculture Bruno Le Maire, les producteurs de fruits et légumes souffrent principalement d'un coût du travail qui reste trop élevé par rapport à leurs principaux concurrents européens (Allemagne, Espagne) : « la raison de cette différence de coûts est très simple : ils ont des systèmes dans lesquels les travailleurs saisonniers ne payent pas les charges sociales, avec un niveau du salaire minimum qui est plus bas, ce qui fait qu'ils ont un coût du travail beaucoup plus faible »[69].

Affaires diverses
- Une explosion dans une fonderie de cloches de Villedieu-les-Poêles (Manche), lors d'une démonstration ouverte au public, a fait « au moins 46 blessés », la plupart, victimes de brûlure ou d'inhalation de fumées.
- Mort à Auxerre du comédien Jean-Paul Roussillon (79 ans), sociétaire honoraire de la Comédie-Française, il avait joué dans 115 pièces entre 1945 et 1996.
- Le ministre de la Culture Frédéric Mitterrand annonce que la gratuité mise en place dans les musées et monuments nationaux en faveur des Européens de moins de 26 ans est étendue à tous ceux de cette tranche d'âge qui résident dans l'Union européenne, quelle que soit leur nationalité. Cette mesure qui s'applique également en faveur des enseignants français dans une cinquantaine de musées et une centaine de monuments nationaux, doit coûter cette année 30 millions d'euros.
- Trois adolescents de 12, 13 et 15 ans, sont mis en examen pour « destruction volontaire du bien d'autrui par incendie » par un juge d'instruction du TGI d'Aix-en-Provence (Bouches-du-Rhône). Ils sont soupçonnés d'avoir allumé huit départs de feu au cours du mois écoulé dans la région de Fos-sur-Mer[70].